# 守澄法親王
守澄法親王（しゅちょうほっしんのう、寛永11年閏7月11日（1634年9月3日） - 延宝8年5月16日（1680年6月12日））は、江戸時代の皇族。初代輪王寺宮門跡（日光門跡とも呼ばれる）。東叡山（寛永寺）・日光山輪王寺貫主。天台座主。朝廷より二品・一身阿闍梨・一品・護持・牛車・検封阿闍梨などの宣下を受ける。号は本照院。

## 経歴
- 1634年（寛永11年）閏7月、後水尾天皇の第6皇子として誕生。
- 1638年（寛永15年） 江戸幕府が対朝廷政策・宗教政策の一環として、朝廷に対して皇子下向の要請を出し、翌年に幕府と朝廷との間に皇子下向の契約が結ばれる。
- 1644年（寛永21年） 青蓮院で得度（尊敬法親王）
- 1647年（正保4年）　関東に下向し東叡山に入る。
- 1648年（慶安元年）　3回の日光登山を行う。
- 1649年（慶安2年）　一品宣下のため上洛。
- 1654年（承応3年）7月 紅葉山家光廟の安鎮修法を行う。11月、前座主の公海から譲られて東叡山・日光山の貫主となる。
- 1655年（明暦元年）9月 大内裏の安鎮修法のため再度上洛。10月、朝廷より天台座主を宣下される。11月　大内裏安鎮修法を行い、朝廷から日光山に対し「輪王寺」号を与えられる。これより輪王寺宮門跡の始まりとなる。12月、天台座主を辞任。
- 1656年（明暦2年）2月、幕府により輪王寺宮門跡が比叡山・東叡山・日光山の三山を管領する長として定められる。
- 1658年（万治元年）4月、徳川秀忠27回忌法会において、守澄法親王の請願により大赦令が出された。
- 1659年（万治2年）9月、江戸城本丸御殿の安鎮修法を行う。
- 1664年（寛文4年）10月、東叡山宝樹院霊牌所の安鎮修法を行う。
- 1666年（寛文6年）5月、後水尾院との対面、後陽成・後光明院の法会のため上洛。
- 1673年（延宝元年）5月　諱改め（守澄法親王）と、後に第2代輪王寺宮門跡になる天真法親王の得度に立ち会うため上洛。
- 1677年（延宝5年）1月と翌年5月に東福門院和子の病気の祈祷のため上洛。
- 1680年（延宝8年）5月、入滅。天真法親王が輪王寺を継ぐ。